# Sanherib
Senaherib sau Sanherib (în akkadiană - Sîn-ahhī-erība = Sin (zeul lunii) a înlocuit pe frații (pierduți) prin mine)
(in ebraică:Sanheriv,סנחריב, în siriaca nouă: ܐܠܗܐ ܕܣܗܪܐ, în Septuaginta Σενναχηριμ) (ca.745 î.H. - 681 î.H.) a fost regele Asiriei, succesor al tatălui său Sargon al II-lea. A domnit între 705 î.Hr. - 681 î.H.
Senaherib este unul dintre cei mai faimoși regi asirieni datorită campaniei sale în Levant, descrisă în Vechiul Testament. Alte fapte ale sale care i-au asigurat un loc în istorie sunt distrugerea Babilonului răsculat în 689 î.Hr. și construirea ultimei mari capitale ale Asiriei, Ninive.

## Origine
Numele lui Senaherib înseamnă „Sin (zeul lunii) a înlocuit frații". Numele se referă probabil la faptul că Senaherib nu era primul dintre fii, dar toți frații săi mai mari au murit până la nașterea sa. Dintr-un document din 670 î.Hr. rezultă că legea interzicea oamenilor de rând să pună acest nume copiilor lor, acest lucru fiind văzut ca un sacrilegiu.
Senaherib era fiul și succesorul regelui neo-asirian Sargon al II-lea, care pretindea că este fiul regelui Tiglatpalasar al III-lea, ceea ce nu este sigur, pentru că Sargon a uzurpat tronul de la (un alt) fiu al lui Tiglatpalasar, Salmanasar al V-lea. Identitatea mamei lui Senaherib nu se cunoaște cu siguranță. Cel mai plauzibil este că mama sa a fost regina Raima, care pe o stelă din Assur este numită explicit „mama lui Senaherib".
Pe lângă frații născuți până la nașterea sa, Senaherib avea și alți frați mai tineri, unii dintre care au fost menționați ca fiind în viață în 670 î.Hr., în acel moment aflându-se în serviciul fiului lui Senaherib, Asarhadon. Singura soră cunoscută a lui Senaherib, Ahat-abișa, a fost căsătorită cu Ambaris, regele țării Tabal din Asia Mică, dar probabil s-a întors în Asiria după prima campanie reușită a lui Sargon în Tabal.
Se consideră că viitorul rege a fost instruit împreună cu ceilalți frați ai săi de către educatorul regal Hunni, însușind bazele aritmeticii, precum și cititul și scrisul în akadiană și sumeriană.

## Activitate ca prinț-moștenitor

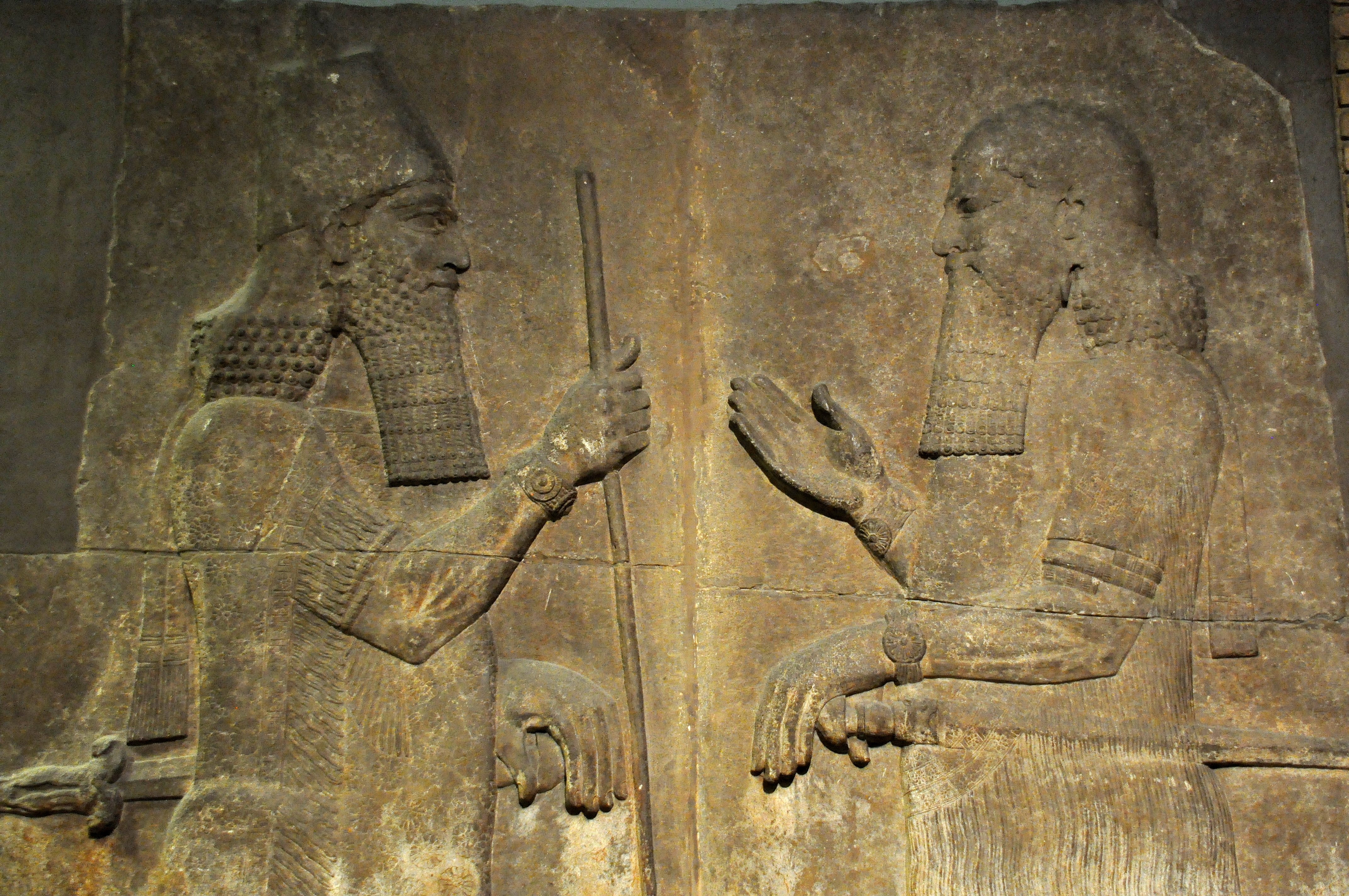
Tatăl lui Senaherib Sargon al II-lea (stânga) cu un demnitar înalt, posibil prințul-moștenitor Senaherib. British Museum.

În această perioadă Senaherib exercita puterea regală împreună cu tatăl său ori singur ca locțiitor dacă Sargon era la război. Responsabilitățile vaste încredințate lui Senaherib sugerează un anumit nivel de încredere între rege și prințul-moștenitor. În reliefurile reprezentându-i pe cei doi, aceștia sunt arătați în discuție, părând aproape să aibă o poziție de egalitate. Atribuția principală a lui Senaherib era să mențină legăturile cu guvernatorii și generalii asirieni și să supravegheze rețeaua imensă de inteligență militară a imperiului. De asemenea el monitoriza afacerile interne și deseori îl informa pe Sargon cu privire la progresele înregistrate în proiectele de construcție, precum și privind distribuirea și primirea darurilor și tributurilor.
Scrisorile lui Senaherib către tatăl său ne dezvăluie că îl cunoștea bine, îl respecta și că întrețineau o relație prietenoasă. Niciodată nu a întreprins nimic împotriva lui și nici nu a încercat vreodată să uzurpeze tronul cu toate că avea vârsta mai mult decât suficientă pentru a fi un rege în puterea sa proprie.

## Ascensiunea pe tron

Harta Orientului Apropiat în 700 î.Hr. cu Imperiul Neo-Asirian în albastru

În 705 î.Hr. Sargon, probabil având deja peste șaizeci de ani, a condus oștirea asiriană la război împotriva regelui Gurdi din țara Tabal din Anatolia Centrală. Campania a fost un dezastru, rezultând în înfrângerea asirienilor și moartea lui Sargon, corpul căruia a fost luat de anatolieni.Înfrângerea a fost agravată semnificativ de moartea suveranului asirian, pe care, după cum credeau asirienii, zeii l-au pedepsit pentru careva fărădelegi majore din trecut. În mitologia mesopotamiană viața celor care au căzut în luptă și nu au fost îngropați era teribilă, ei trebuind să sufere ca cerșetori pe vecie. Senaherib avea în jur de 35 de ani, când, în august 705 î.Hr. a urcat pe tronul Asiriei și adunase o experiență vastă ca prinț-moștenitor. Reacția sa față de sfârșitul nefast al tatălui a fost să se distanțeze de Sargon și se pare că refuza să recunoască ceea ce i s-a întâmplat. Noua capitală măreață a lui Sargon, Dur-Șarrukin, a fost abandonată imediat, iar capitală a devenit Ninive. Una dintre primele acțiuni ale lui Senaherib în calitate de rege a fost să reconstruiască templul din orașul Tarbisu dedicat zeului Nergal, cel asociat cu moartea, dezastrele și războiul.
O campanie minoră din 704 î.Hr. (nemenționată în relatările istorice ulterioare ale lui Senaherib), purtată mai degrabă de magnați decât de rege personal, a fost trimisă împotriva lui Gurdi în Tabal pentru a-l răzbună pe Sargon. Senaherib a investit o grămadă de timp și efort ca să elimine din imperiu orice imagine a lui Sargon. Nu l-a menționat niciodată în inscripțiile sale și soția lui Sargon, Atalia, a fost înmormântată fără să se respecte practicile funerare tradiționale (și în același sicriu cu o altă femeie, soția regelui precedent Tiglatpalasar).

## Prima campanie babiloniană

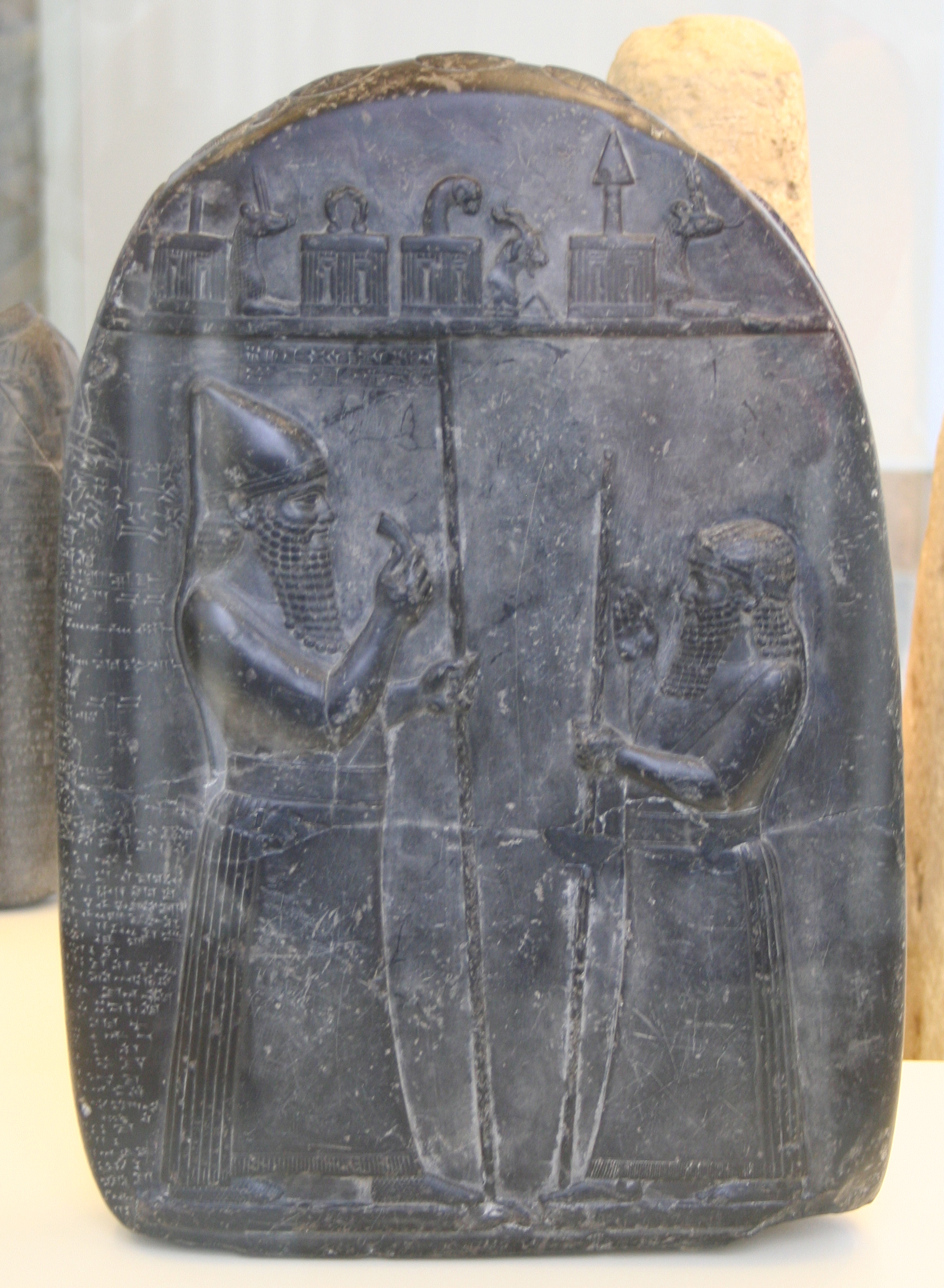
Marduk-apla-iddina al II-lea (stânga), regele Babilonului în 722–710 î.Hr. și 704/703–702 î.Hr. Expus la Muzeul Asiei Anterioare din Berlin.

Moartea în luptă a lui Sargon al II-lea și dispariția corpului său au inspirat rebeliuni în Imperiul Asirian. Sargon a cârmuit Babilonia din 710 î.Hr., când a învins pe căpetenia caldeeană Marduk-apla-iddina al II-lea, care, la rândul său, a venit la putere în sud după moartea predecesorului lui Sargon Salmanasar al V-lea în 722 î.Hr. Ca și predecesorii săi imediați, Senaherib s-a proclamat cârmuitor al Asiriei și al Babilonului, dar puterea sa în sud era mai puțin stabilă. Spre deosebire de Sargon și conducătorii babilonieni precedenți, care s-au declarat șakkanakku (viceregi) ai Babilonului din considerație față de Marduk, zeitatea orașului considerată „regele" său formal, Senaherib și-a luat explicit titlul de rege al Babilonului. Mai mult decât atât, Senaherib nu „a luat mâna" statuii lui Marduk, întruchiparea fizică a zeității, prin urmare nu a onorat zeul prin ritualul de încoronare tradițional.
Înfuriind populația cu această lipsă de respect, autoritatea lui Senaherib în Babiloniaa fost răsturnată în 704 sau 703 î.Hr. Dintâi un babilonian pe nume Marduk-zakir-șumi al II-lea s-a urcat pe tron, dar a fost înlăturat după doar două sau patru săptămâni de către Marduk-apla-iddina, aceeași căpetenie caldeeană care a cârmuit orașul înainte și s-a războit cu tatăl lui Senaherib. Punctul forte al lui Marduk-apla-iddina era abilitatea sa de a uni triburile caldeene măcinate de luptele interne și pe babilonieni împotriva Asiriei. Șutur-Nahhunte al II-lea, regele Elamului, a trimis o oaste de 80.000 de arcași elamiți, sprijiniți de trupe de călăreți, în ajutorul lui Marduk-apla-iddina. Suportul masiv al Elamului i-a încurajat pe arameeni și pe restul triburilor caldeene să i se alăture regelui Babilonului.

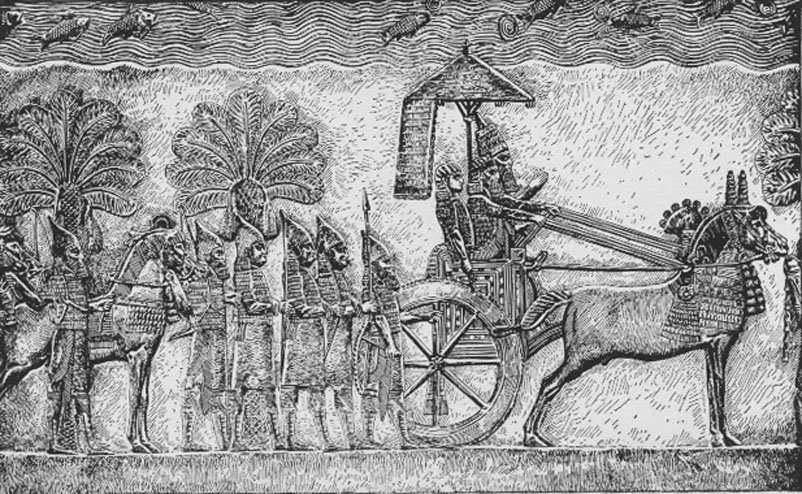
Regele asirian Senaherib în fruntea oștii sale într-o campanie în Babilonia, relief din palatul său din Ninive

Datorită faptului că părți ale oștirii asiriene erau la război în Tabal în 704 î.Hr. și că Senaherib posibil considera războiul pe două fronturi prea riscant, el l-a lăsat în pace pe Marduk-apla-iddina pentru câteva luni. După ce expediția în Tabal s-a încheiat, Senaherib a adunat în 703 î.Hr. armata asiriană la Assur, deseori utilizat ca loc de întrunire în campaniile împotriva sudului. Oștirea Asiriei, condusă de generalul principal al lui Senaherib, a atacat fără succes forțele coaliției lângă orașul Kiș, sporind astfel legitimitatea coaliției. Odată ce la Senaherib, aflat în tabăra sa lângă orașul Kutha, a ajuns vestea despre înfrângerea primei sale oști, el a comandat personal cel de-al doilea atac, învingând inamicul lângă Kiș. La acest moment trupele aliate erau conduse de Elam, pentru că Marduk-apla-iddina, temându-se pentru viața sa, a fugit în Țara Mării (ținut mlăștinos în sudul extrem al Mesopotamiei). 
După aceasta Senaherib a mers direct asupra Babilonului, care și-a deschis porțile fără luptă. Timp de cinci zile asirienii l-au vânat fără succes pe Marduk-apla-iddina în Țara Mării, au devastat câmpurile caldeenilor, arameenilor și babilonienilor care au sprijinit răscoala și au luat peste două sute de mii de prizonieri. După eșecul evident al politicii sale anterioare de a domni ca rege în amândouă Asiria și Babilonia, Senaherib a încercat o altă metodă, numind un babilonian crescut la curtea asiriană, Bel-ibni, drept rege-vasal al sudului. 

## Războiul din Levant

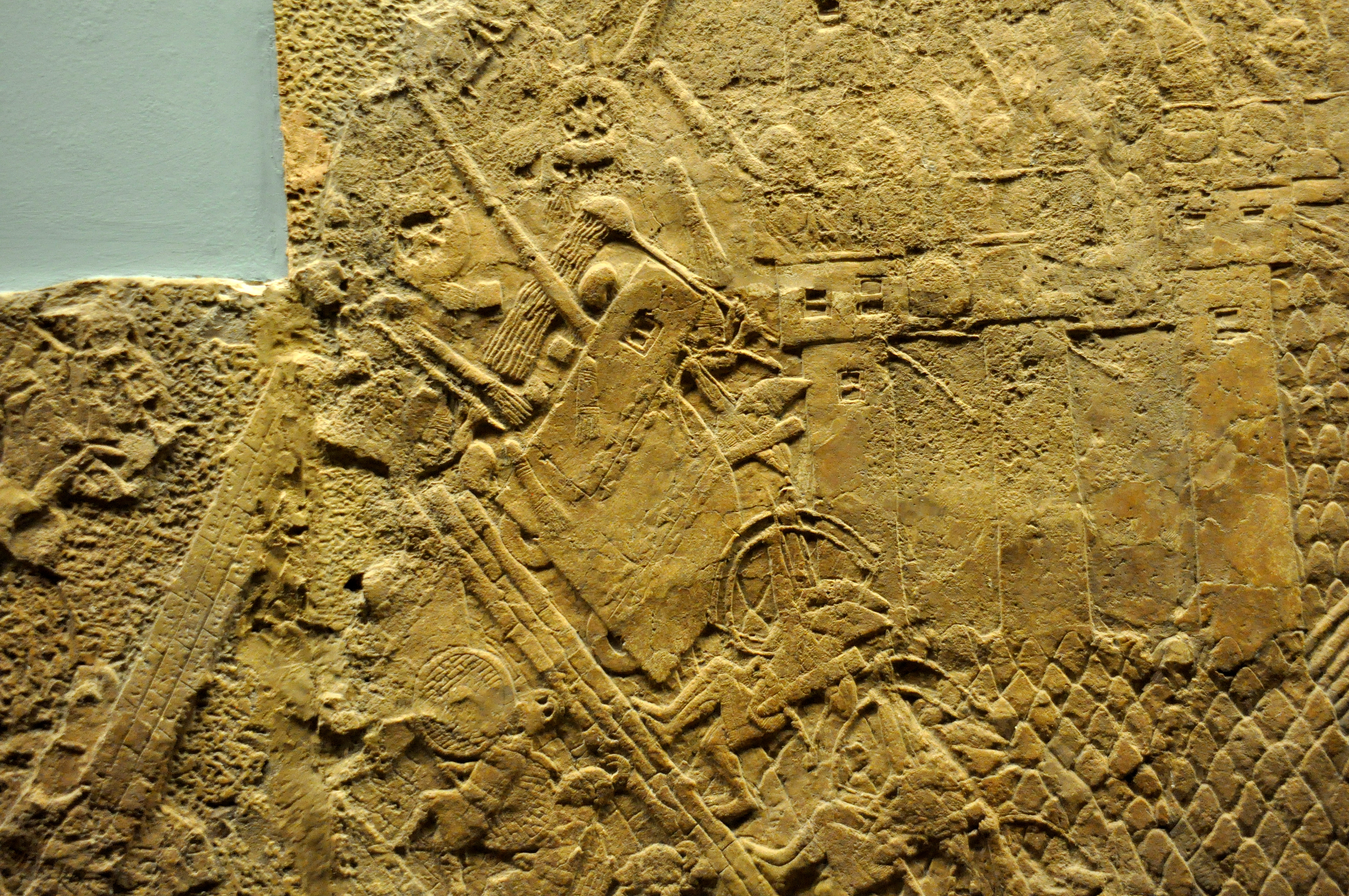
Relief reprezentând o mașinărie asiriană de asediu atacând zidul orașului Lahiș. Expus la British Museum.

După războiul babilonian cea de-a doua campanie a lui Senaherib a fost purtată în munții Zagros din vestul Iranului de astăzi. Acolo Senaherib a supus yasubigallienii, o seminție de la est de Tigru, și casiții, un popor care cu câteva secole în urmă a cârmuit Babilonia.  Cea de-a treia campanie a lui Senaherib, îndreptată împotriva regatelor și orașelor-state din Levant, este foarte bine documentată în comparație cu multe alte evenimente din Asia Occidentală antică. În 705 î.Hr. Ezechia, regele Iudeei, a încetat să mai plătească tributul anual asirienilor și a început să urmărească o politică externă agresivă, probabil inspirat de valul recent de răscoale antiasiriene. Ezechia a conspirat cu Egiptul și Sidqia, regele antiasirian al Așkelonului, a atacat orașele filistene loiale Asiriei și l-a capturat pe Padi, regele Ekronului,  întemnițându-l în capitala sa Ierusalim. În nordul Levantului orașele vasale răsculate s-au coalizat în jurul lui Luli, regele Tirului și Sidonului. Sentimentul antiasirian printre unii vasali din vestul imperiului era încurajat de dușmanul de moarte al lui Senaherib, Marduk-apla-iddina, care a trimis scrisori și daruri cârmuitorilor din vest, probabil cu speranța de a realiza o largă coaliție antiasiriană.

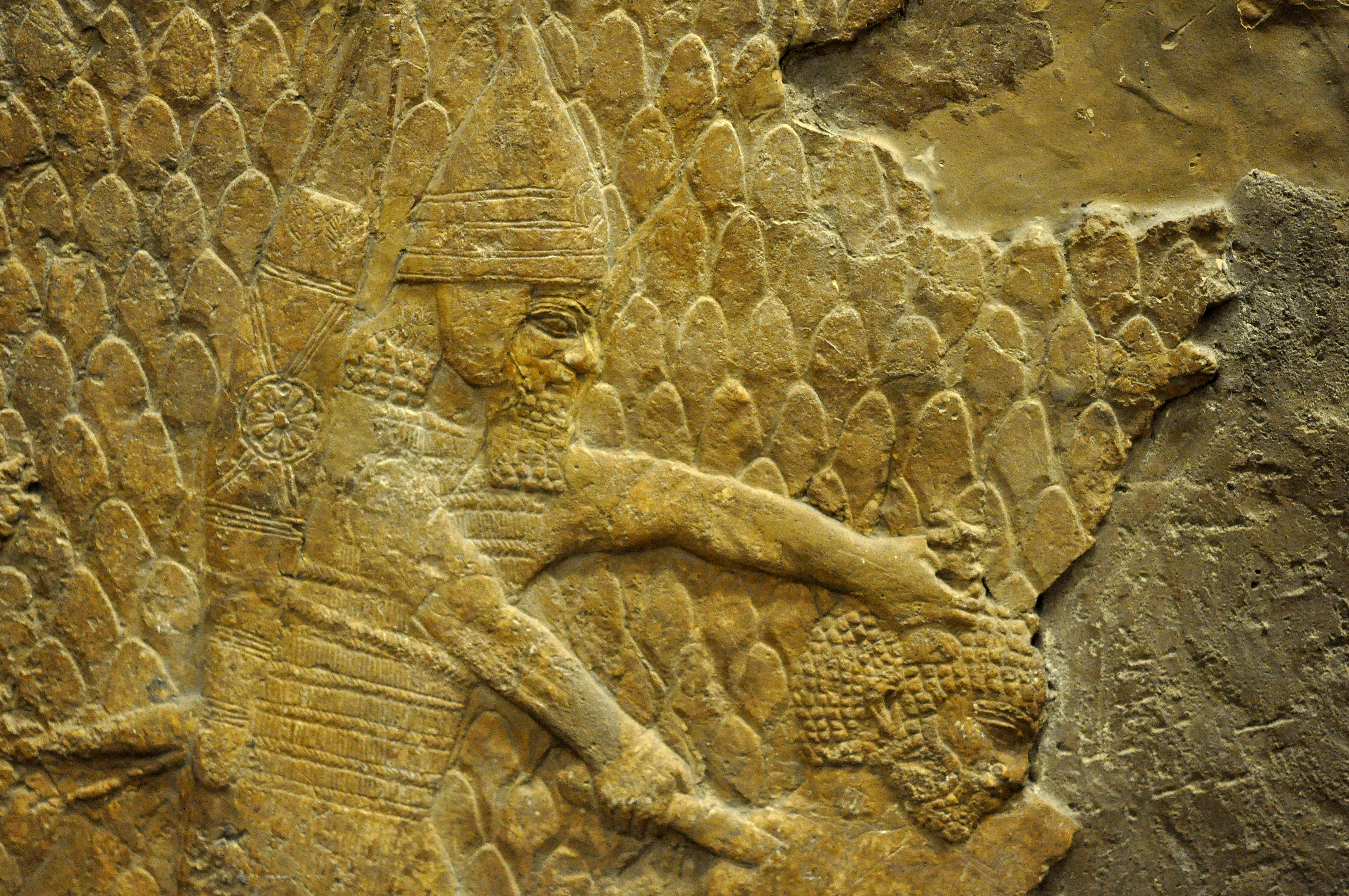
Oștean asirian cu un prizonier din Lahiș. British Museum.

În 701 î.Hr. Senaherib dintâi a năvălit asupra orașelor siro-hitite și feniciene din nord. Luli a preferat să fugă la bordul unei nave decât să înfrunte furia asirienilor. În locul lui suveranul asirian l-a proclamat rege al Sidonului pe un nobil pe nume Ethbaal și a supravegheat readucerea sub oblăduirea sa a altor orașe dimprejur. Confruntați cu prezența unei oștiri asiriene masive, mulți cârmuitori levantini, inclusiv Budu-ilu din Ammon, Kamusu-nadbi din Moab, Mitini din Așdod și Malik-rammu din Edom, au recunoscut grăbit stăpânirea lui Senaherib ca să evite represaliile.
Rezistența în sudul Levantului nu era atât de ușor de înăbușit, determinându-l pe Senaherib să invadeze regiunea. Asirienii au început prin cucerirea Așkelonului și înfrângerea lui Sidqia, continuând prin asedierea și cucerirea altor orașe. Când oștirea asiriană se pregătea să cucerească Ekronul, Egiptul, aliatul lui Ezechia, a intervenit în conflict, însă expediția egipteană a fost învinsă lângă orașul Eltekeh. Orașele Ekron și Timnah au revenit sub stăpânirea asiriană și Iudeea a rămas în singurătate. Pe când o parte a trupelor sale se pregăteau să blocheze Ierusalimul, Senaherib a înaintat asupra Lahișului, un important oraș din Iudeea. Atât blocarea Ierusalimul, cât și asedierea Lahișului probabil trebuiau să împiedice ajutorul egiptean să ajungă în continuare la Ezechia și să-i intimideze pe regii altor state mici din regiune. Asediul Lahișului, care s-a încheiat cu distrugerea orașului, a durat atât de mult încât apărătorii au început să folosească săgeți cu vârful de os din cauza lipsei de aprovizionare. În cursul asediului asirienii au construit un terasament mare din pământ și piatră ca să ajungă pe zidurile Lahișului. După distrugerea orașului supraviețuitorii au fost deportați în Asiria.

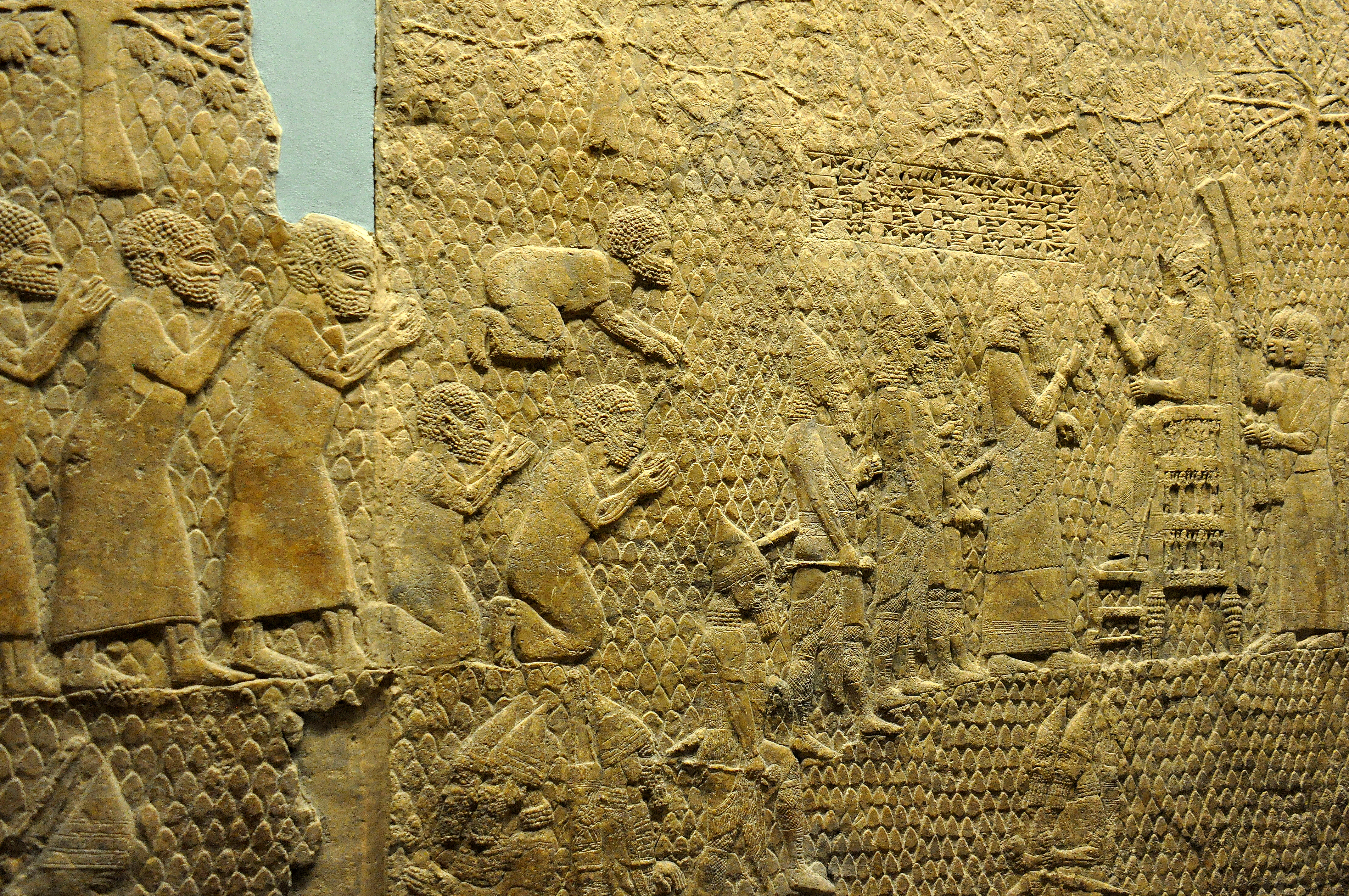
Senaherib (pe tron la dreapta) în Lahiș, discutând cu demnitarii săi și examinând prizonierii din Iudeea. British Museum.

Deși este clar că blocarea Ierusalimului s-a încheiat fără lupte semnificative, desfășurarea exactă a evenimentelor nu se cunoaște. Biblia afirmă că un înger trimis de Iahve ar fi nimicit oastea asiriană, omorând 185.000 de oșteni. Herodot atribuie eșecul operațiunii „unei mulțimi de șoareci de câmp" care ar fi ros coardele arcurilor și tolbele de săgeți. Se poate că istoria despre invazia șoarecilor este doar o aluzie la o epidemie care a cuprins tabăra asiriană, posibil ciuma septicemică. Totuși, după ce asirienii au capturat cea mai mare parte a cetăților Iudeei și au devastat mai multe târguri și sate, Ezechia a realizat că acțiunile sale antiasiriene au fost un dezastru politic și militar și s-a supus din nou Asiriei. A fost obligat să plătească un tribut mai greu ca înainte, probabil pe lângă o penalizare considerabilă și tributul neachitat între 705 și 701 î.Hr. De asemenea a trebuit să-l lase în libertate pe regele Ekronului Padi și să cedeze teritorii substanțiale regatelor vecine Gaza, Așdod și Ekron.

## Rezolvarea problemei babiloniene

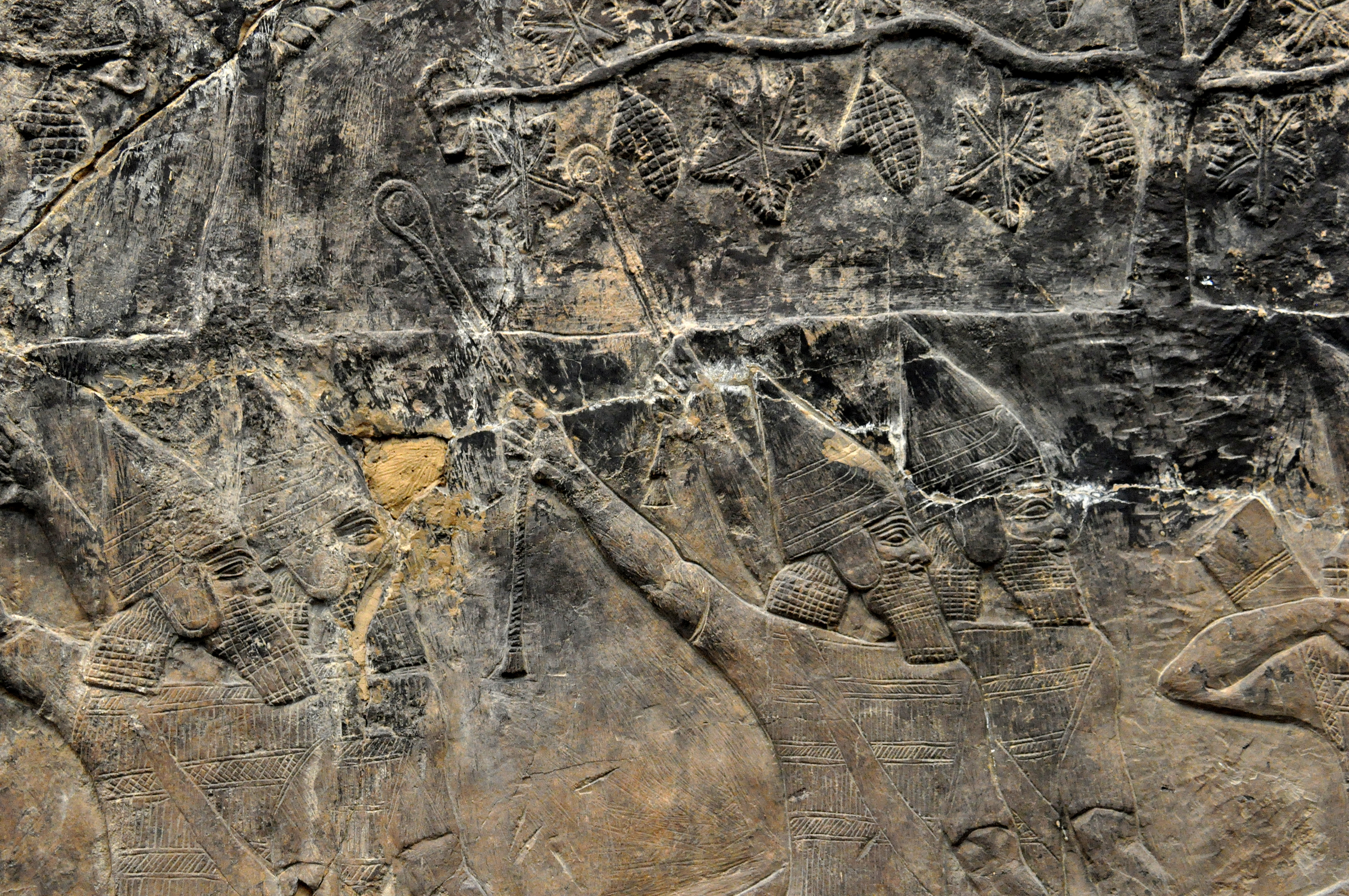
Relief din timpurile lui Senaherib înfățișând prăștiași asirieni care bombardează cu pietre un oraș inamic. British Museum.

Victoria lui Senaherib în Levant nu a fost atât de concludentă și decisivă precum majoritatea victoriilor asiriene, ceea ce l-ar fi putut încuraja pe regele vasal al Babilonului, Bel-ibni, să-și aplece urechea către elamiți și Marduk-apla-iddina. Pentru că cel din urmă continua să fie activ în Babilonia, Senaherib a pornit din nou împotriva sudului în 700 î.Hr. și l-a detronat pe Bel-ibni fie din cauza complicității, fie pentru incompetență. Marduk-apla-iddina a fost urmărit atât de aprig încât caldeeanul a trebuit să fugă cu bărcile peste Golful Persic împreună cu oamenii și trezoreria sa în orașul elamit Nagitu. Victorios, Senaherib a încercat încă o metodă de a guverna Babilonia, numindu-l ca rege pe fiul său Assur-nadin-șumi, care a primit și titlul de māru rēštû care ar putea fi tradus ca „fiul preeminent" sau „fiul prim-născut". Noul titlu și numirea ca rege al Babilonului sugerează că Assur-nadin-șumi era pregătit ca să-i urmeze tatălui său la tron.
În anii următori în Babilonia a domnit o relativă pace și Senaherib și-a trimis oștirile în altă parte. Cea de-a cincea campanie a sa a cuprins o serie de incursiuni asupra așezărilor de la poalele Muntelui Judi, la nord-est de Ninive. Alte campanii mici au fost de asemenea conduse de un general al lui Senaherib, inclusiv expediția din 698 î.Hr. contra lui Kirua, guvernatorul asirian răsculat al Ciliciei, și campania din 695 î.Hr. contra orașului microasiatic Tegarama, purtată dintr-o cauză necunoscută. În toți acești ani Marduk-apla-iddina probabil era ca un spin în coastele lui Senaherib, așa că în 694 î.Hr. el a decis să invadeze Elamul ca să-și urmărească dușmanii caldeeni.

## Campania elamită

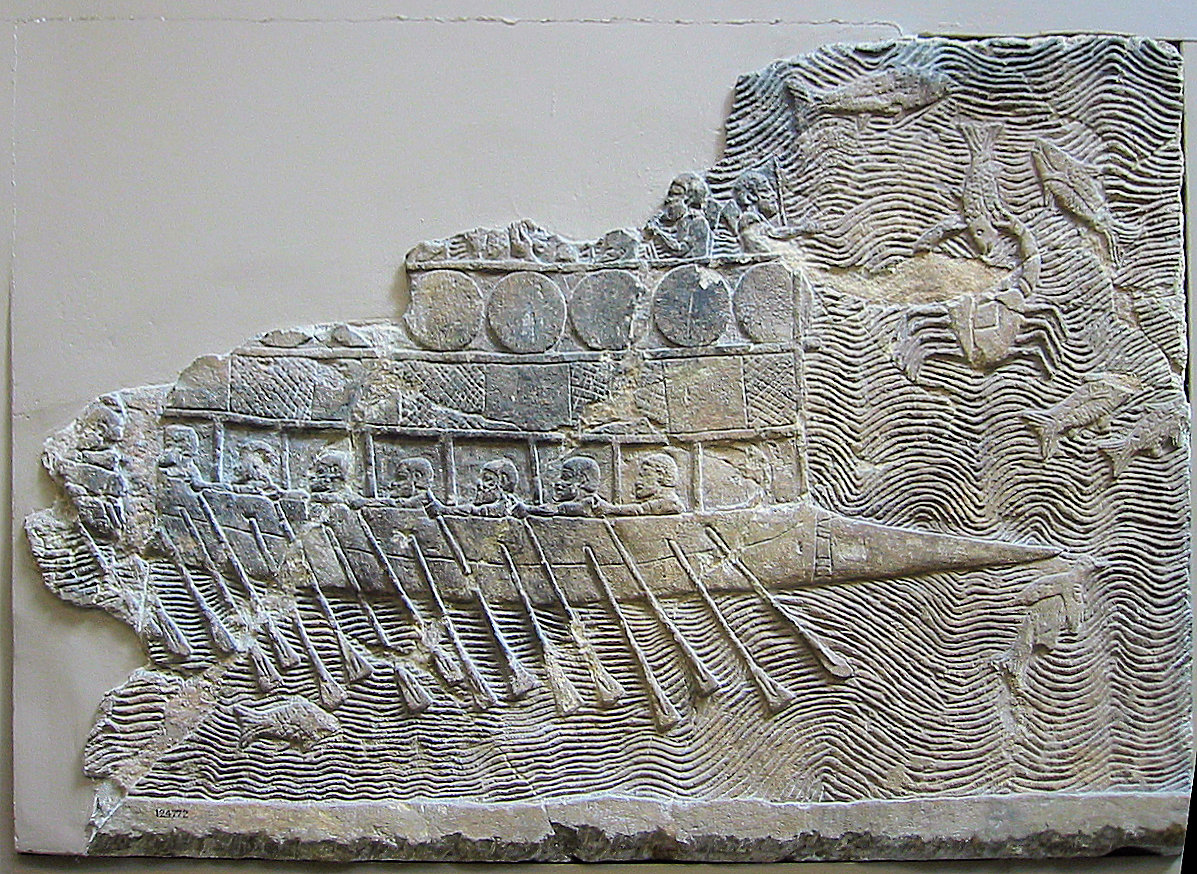
Navă de război asiriană pe unul din reliefurile lui Senaherib. British Museum.

Pregătindu-se de expediția în Elam, Senaherib a supravegheat construcția unei mari flote de către meșterii fenicieni pe cursul superior al Eufratului și la Ninive pe Tigru. Navele, cu echipaje din Tir, Sidon și Cipru, au transportat o mare parte din oștirea asiriană până la orașul Opis. Acolo navele au fost scoase pe mal și trase pe tăvălugi sau cu săniile până la Canalul Arahtu, poate pentru că cursul de mai jos al celor două fluvii se afla sub influență elamită. La confluența Canalului Arahtu cu Eufratul la sud de Babilon trupele s-au îmbarcat din nou. Senaherib a parcurs tot drumul până la gura Eufratului pe uscat, alăturându-se restului oștirii în orașul Bab-Salemeti. Deși traversarea Golfului Persic a durat cinci zile și a fost aparent dificilă, asirienii au debarcat cu succes pe coasta elamită.

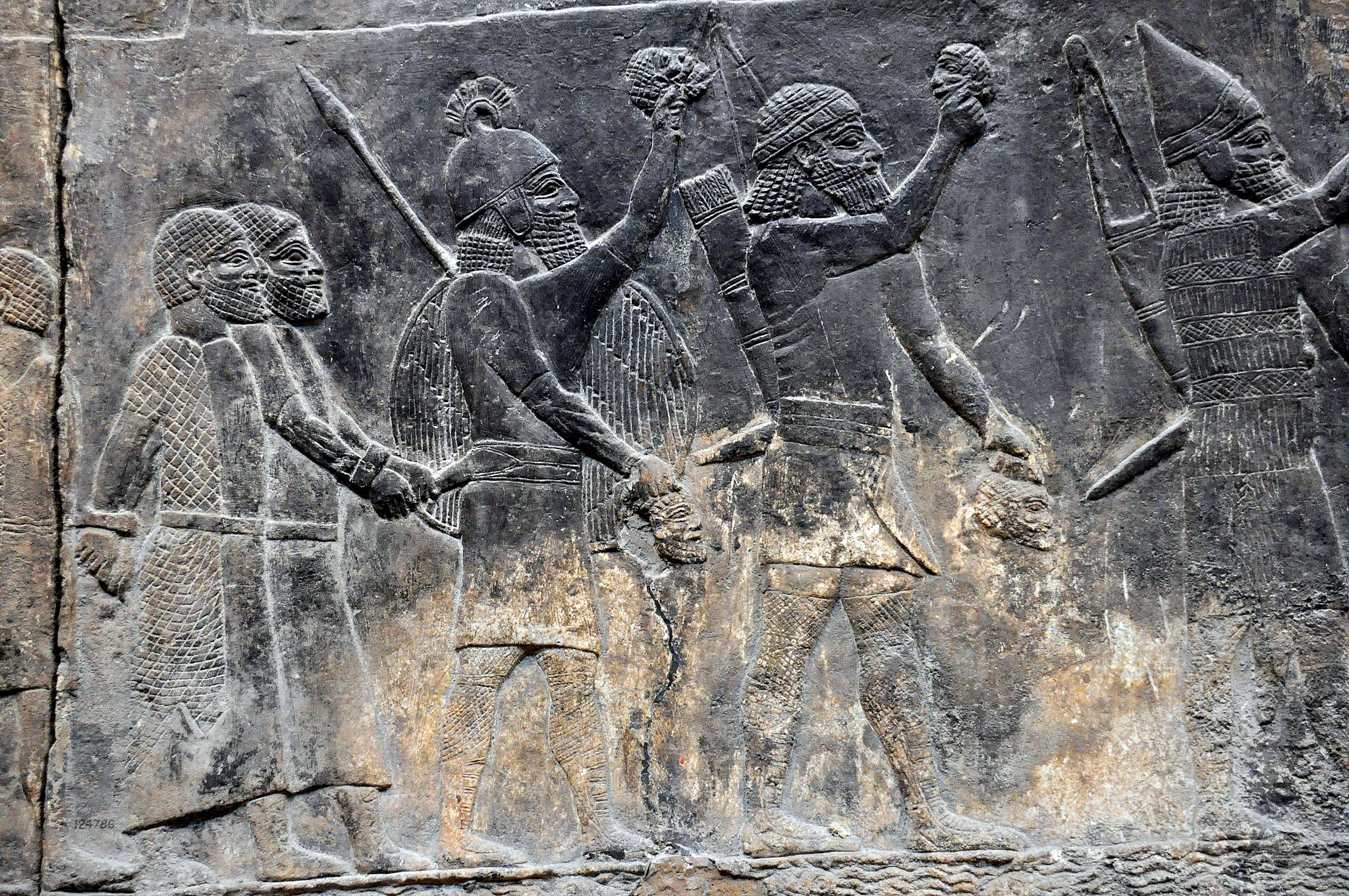
Oșteni asirieni cu prizonieri și trofee British Museum.

Confruntați cu o rezistență puternică, forțele lui Senaherib au cucerit mai multe orașe, repurtând, conform analelor regale, „o mare victorie". Marduk-apla-iddina aparent a murit cu puțin timp înainte din cauze naturale. Campania nu a fost un succes total pentru că urmașul lui Șutur-Nahhunte la tronul Elamului, Hallușu-Inșușinak, a ripostat printr-o lovitură în Babilonia. Dornici să-și restabilească independența, unii dintre babilonieni l-au capturat în orașul Sippar pe regele lor Assur-nadin-șumi și l-au predat elamiților. Despre ceea ce i s-a întâmplat în Elam nu se cunoaște nimic, fiind probabil executat. În locul său elamiții l-au înscăunat pe un babilonian pe nume Nergal-ușezib.
Oștirea asiriană era dezavantajată datorită izolării de imperiu prin teritoriile Elamului și Babiloniei și alianța elamito-babiloniană a avut inițial succes. În iunie sau iulie 694 î.Hr. Nergal-ușezib a capturat orașul Nippur, dar trei luni mai târziu asirienii au cucerit Urukul, în scurt timp după aceea întorcând decisiv cursul războiului în favoarea lor. În 693 î.Hr. Nergal-ușezib și elamiții au atacat armata asiriană lângă Nippur, dar au fost înfrânți, iar Nergal-ușezib a fost luat prizonier și dus la Ninive. După aceasta o răscoală a izbucnit în Elam și, la trei săptămâni după înfrângerea de la Nippur, Kutir-Nahhunte al III-lea a devenit rege al Elamului în locul lui Hallușu-Inșușinak. Chiar și atunci babilonienii nu s-au dat bătuți și l-au proclamat rege pe caldeeanul Mușezib-Marduk. Înainte de a se ocupa de ei, Senaherib era determinat să înfrângă Elamul. Cu toate că asirienii au distrus 46 de orașe, elamiții au preferat mai degrabă să se retragă în munți decât să lupte. Iarna cu zăpezile și ploile sale l-a făcut pe Senaherib să se întoarcă la Ninive.

## Distrugerea Babilonului

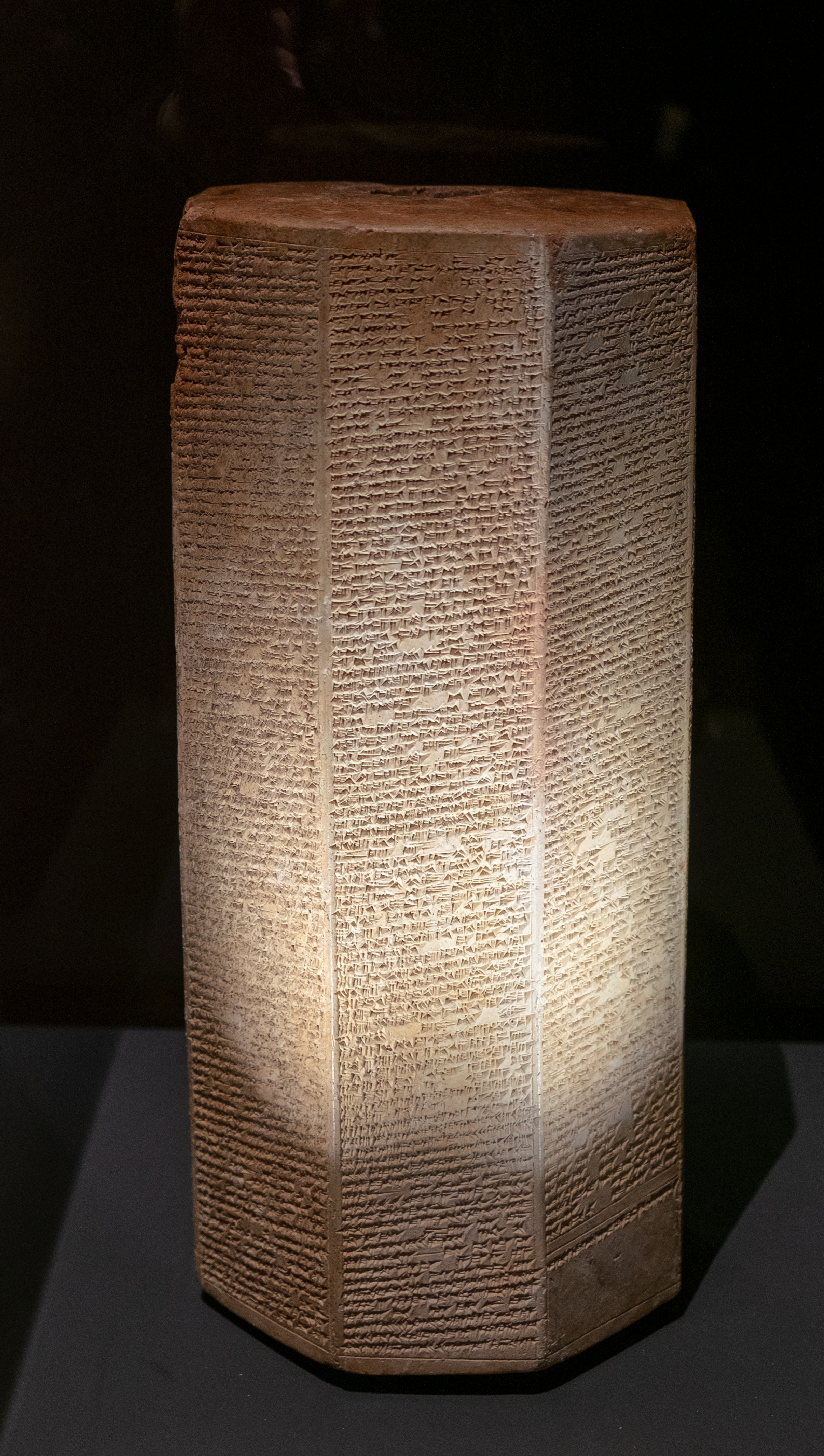
Prisma lui Senaherib cu descrierea campaniilor sale, culminând cu distrugerea Babilonului. British Museum BM 91032.

După doar zece luni pe tron Kutir-Nahhunte al III-lea a fost înlocuit de Humban-Numena al III-lea și Senaherib a decis că sosise momentul să-i învingă odată pentru totdeauna pe dușmanii săi din sud. Cu amenințarea unei invazii asiriene la orizont babilonienii și-au asigurat prompt sprijinul elamit, mituindu-l pe noul rege cu comorile despuiate din marele templu al lui Marduk. Analele asiriene consideră decizia lui Humban-Numena de a veni în ajutorul Babilonului neinteligentă, descriindu-l drept un „om fără vreo rațiune sau judecată". În 691 î.Hr. Humban-Numena și generalul său Humban-undașa au condus forțele coaliției în lupta de la Halule, rezultatul căreia nu se cunoaște cu siguranță. Atât textele babiloniene, cât și cele asiriene o revendică ca o mare victorie. Dat fiind că textele asiriene nu mai menționează evenimentele din sud până la asediul de mai târziu al Babilonului, este mai verosimil că au biruit sudiștii, deși probabil cu pierderi mari.
În 690 î.Hr. Humban-Numena a suferit un atac cerebral și falca i-a rămas blocată așa încât nu putea să vorbească. Profitând de situație Senaherib a pornit campania sa finală împotriva Babilonului. Deși babilonienii au avut inițial succes, aceasta nu a durat mult și deja în același an asediul Babilonului era în plină desfășurare. Orașul era probabil într-o stare deplorabilă când, în 689 î.Hr., a căzut în mâinile lui Senaherib după ce a fost împresurat timp de peste 15 luni. Dispoziția suveranului asirian s-a schimbat de la anxietatea privind implicațiile presupuse ale cuceririi Babilonului de către tatăl său Sargon asupra morții sale până la dorința de a răzbuna uciderea fiului său Assur-nadin-șumi și de a scăpa de un oraș ce se tot răscula în continuu. Conform relatării lui Senaherib fostul rege Mușezib-Marduk împreună cu familia a fost dus în Asiria, avuțiile orașului au fost împărțite asirienilor, clădirile orașului au fost demolate, iar pe teritoriul său au fost săpate canale așa încât apele să distrugă ceea ce a mai rămas.
Deși Senaherib a dat pieirii orașul, îi era totuși întrucâtva teamă de vechii zei ai Babilonului. De aceea menționează de la începutul relatării sale că templele zeităților babiloniene au furnizat suport financiar dușmanilor săi, iar pasajul în care descrie acapararea proprietății zeilor și distrugerea statuilor acestora este unul dintre puținele în care folosește „poporul meu" și nu „eu".
În cursul demolării orașului Senaherib a distrus templele și imaginile zeilor, în afara celei a lui Marduk, pe care a luat-o în Asiria. Aceasta a provocat consternare în Asiria însăși unde Babilonul și zeii săi erau ținuți la loc de cinste. Regele asirian a încercat să-și justifice acțiunile în fața propriilor concetățeni printr-o campanie de propagandă religioasă. În Babilonia politica lui Senaherib a generat o ură profundă în cea mai mare parte a populației.

## Construirea orașului Ninive

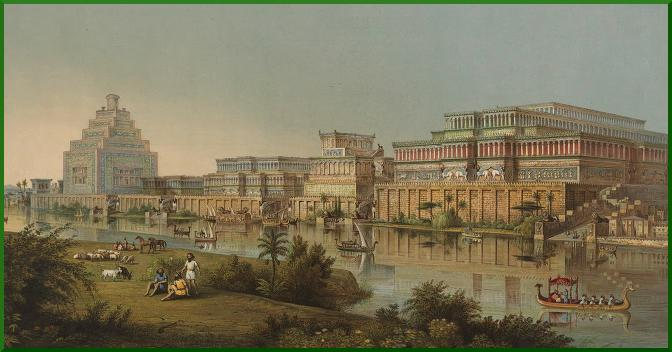
O reconstrucție a aspectului orașului Ninive realizată de arheologul britanic din sec al XIX-lea Austen Henry Layard.

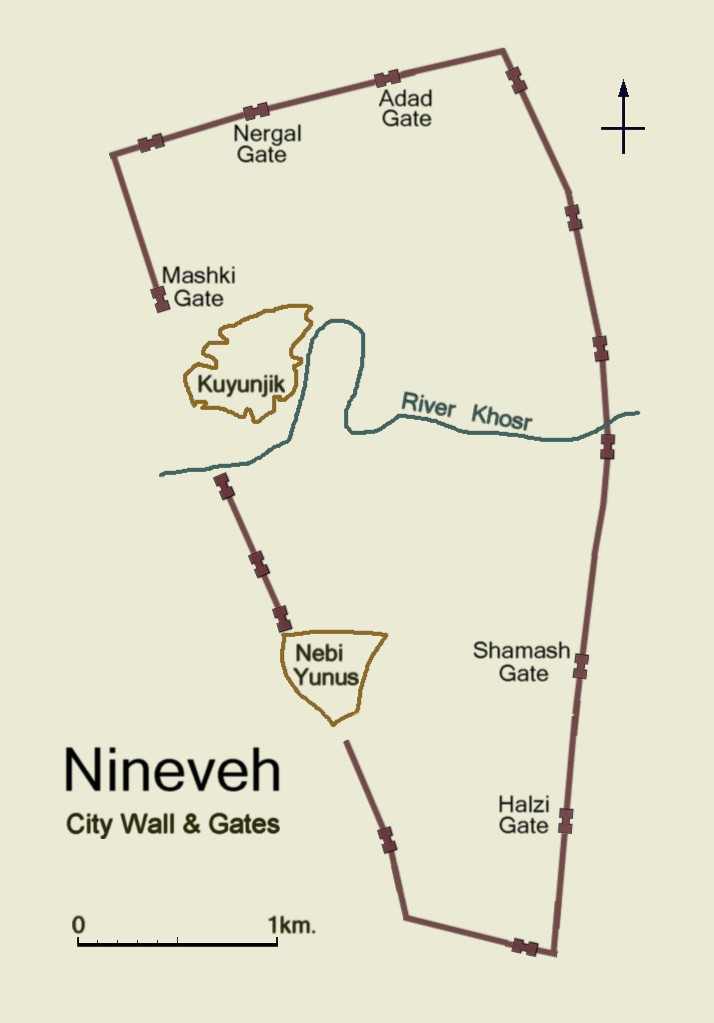
Planul orașului

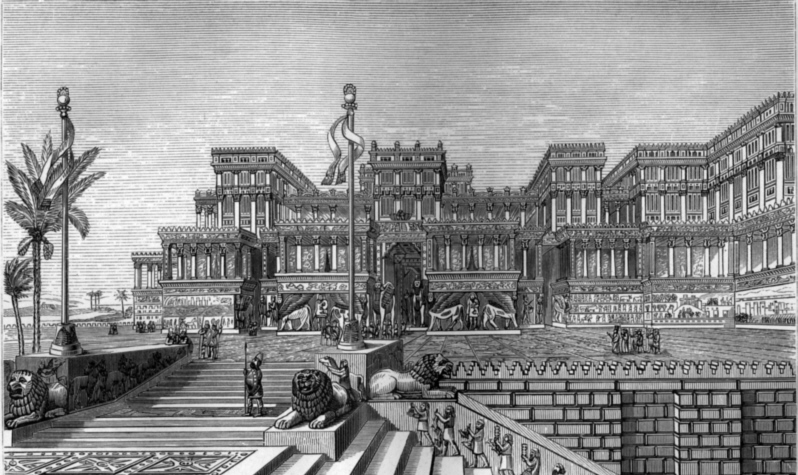
O reconstrucție din 1876 a aspectului Palatului de Sud-Est de John Philip Newman.

Planul colinei Kuyunjik cu palatul lui Senaherib. Palatul de Nord a fost construit abia în cursul domniei nepotului lui Senaherib, Assurbanipal.

Se pare că după ultimul război cu Babilonul Senaherib și-a petrecut restul domniei în pace, dedicându-se împodobirii noii sale capitale Ninive. Aceasta fusese de milenii un oraș important în Mesopotamia de Nord. Cele mai vechi urme de așezări umane acolo datează din mileniul al șaptelea î.Hr. și începând cu mileniul al patrulea î.Hr. reprezenta un important centru administrativ în nordul țării. Când Senaherib a ridicat orașul la rangul de capitală, acesta a devenit obiectul celui mai ambițios proiect de construcție din istoria antică.
Inscripțiile cele mai timpurii privind proiectele de construcție la Ninive datează din 702 î.Hr. și se referă la Palatul de Sud-Est, o reședință regală în partea de sud-est a orașului. Senaherib numea acest palat ekallu ša šānina la išu, „Palatul fără rival". În cursul construcției palatul precedent, mai mic, a fost dărâmat, un curs de apă care eroda colina a fost redirecționat, iar terasa pe care se va afla palatul a fost ridicată până la înălțimea de 160 de straturi de cărămidă. Către 700 î.Hr. pereții sălii tronului au fost înălțați, urmate în scurt timp de o mulțime de reliefuri care îi împodobeau. Etapa finală a construcției a fost înălțarea statuilor colosale de tauri și lei caracteristice arhitecturii asiriene târzii.
În afară de Palatul de Sud-Est Senaherib a realizat și alte proiecte de construcție. A înălțat un al doilea mare palat pe colina din sudul orașului, care servea drept arsenal și în calitate de cazarme pentru o parte a armatei. Numeroase temple au fost construite și restaurate, multe dintre ele pe colina Kuyunjik (pe care se afla și Palatul de Sud-Est), inclusiv templul zeului Sin (invocat chiar în numele regelui). Mai mult decât atât, Senaherib a extins considerabil orașul către sud și a înălțat noile ziduri ciclopice ale orașului, împrejmuite cu un șanț, cu înălțimea de până la 25 m și grosimea de până la 15 m.

## Conspirația, omorul și succesiunea

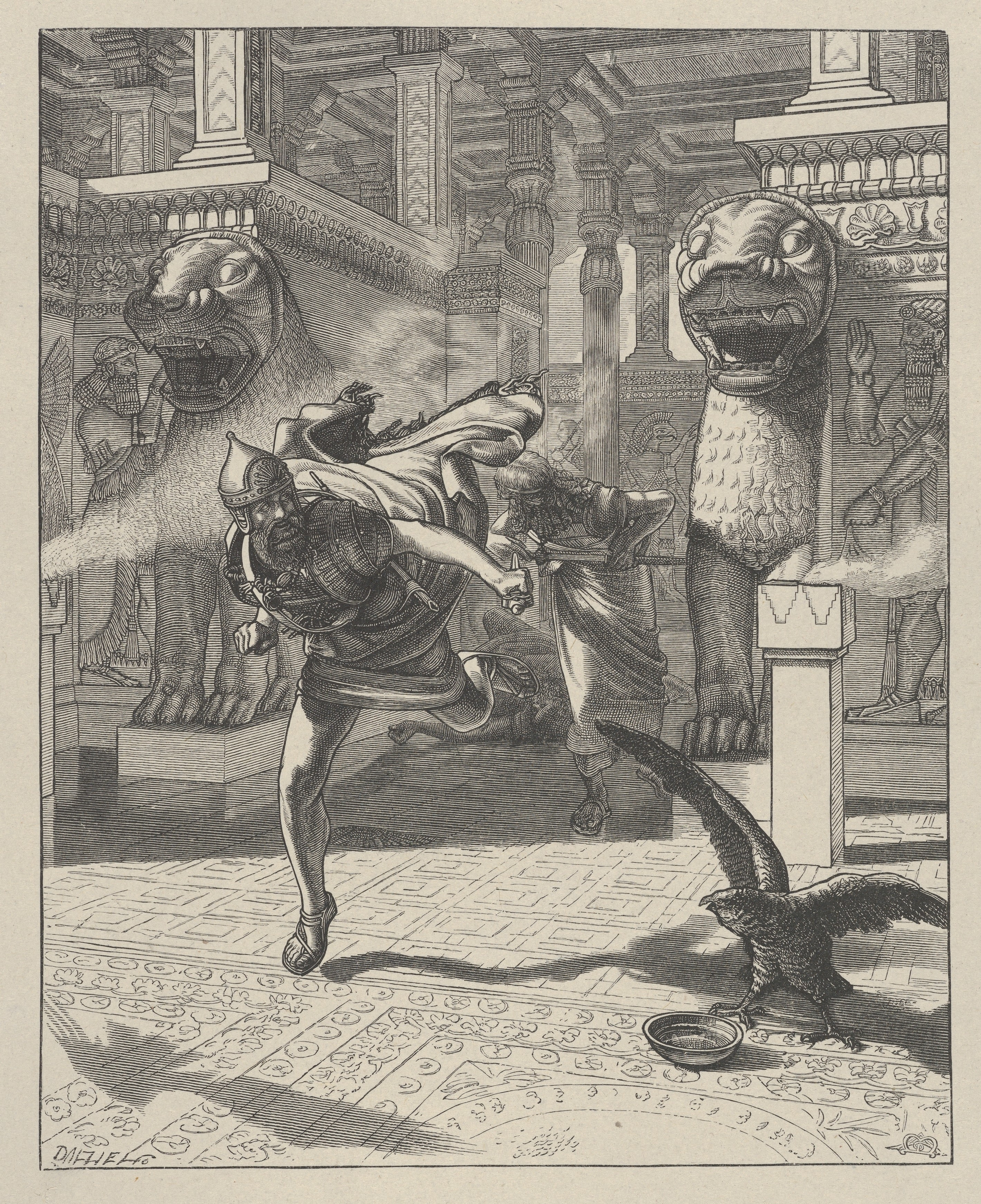
Evadarea lui Adrameleh, ilustrație din Dalziel's Bible Gallery (1881), înfățișându-i pe Arda-Mulissu și Nabu-șar-usur fugind după uciderea lui Senaherib.

Când fiul său cel mai mare și prințul-moștenitor Assur-nadin-șumi a dispărut, probabil fiind executat, Senaherib l-a ales pe cel mai mare fiu în viață, Arda-Mulissu, ca să fie noul moștenitor al tronului. Această demnitate i-a aparținut lui Arda-Mulissu timp de mai mulți ani până a fost înlocuit pe neașteptate de fratele său mai mic Asarhadon în 684 î.Hr. Cauza acestei destituiri subite nu se cunoaște, dar din inscripțiile contemporane reiese că el a fost foarte dezamăgit. Mama influentă a lui Asarhadon, Naqi'a, ar fi putut juca un rol în persuadarea lui Senaherib să-și aleagă un alt moștenitor. În pofida demiterii sale Arda-Mulissu a rămas o figură populară și unii vasali îi sprijineau în secret pretențiile la tron.
Arda-Mulissu a fost silit de tatăl său să-i jure credință lui Asarhadon, dar a apelat de mai multe ori la Senaherib ca să fie reinstalat în calitatea sa de moștenitor. Senaherib și-a dat seama de popularitatea crescândă a lui Arda-Mulissu și a ajuns să se teamă pentru succesorul său desemnat, așa că l-a trimis în provinciile de Vest. Acest exil al lui Asarhadon l-a pus pe Arda-Mulissu într-o situație dificilă, fiindcă a ajuns la culmea popularității, dar era neputincios să-i facă ceva lui Asarhadon. Ca să folosească oportunitatea, Arda-Mulissu a decis că trebuie să acționeze rapid și să ia tronul cu forța. Ca urmare, a încheiat un „pact de rebeliune" cu unul dintre frații săi mai mici, Nabu-șar-usur, și pe 20 octombrie 681 î.Hr. ei l-au atacat și l-au omorât pe tatăl lor în unul dintre templele din Ninive, posibil templul lui Sin.
Asasinarea lui Senaherib, cârmuitor al unui dintre cele mai puternice imperii ale timpului său de pe planetă, i-a șocat pe contemporani și a fost întâmpinată cu emoții puternice și sentimente ambigue în Mesopotamia și restul Asiei Occidentale Antice. În Levant și în Babilonia știrea a fost sărbătorită și proclamată o pedeapsă divină datorită campaniilor brutale ale lui Senaherib împotriva lor, pe când în Asiria reacția a fost probabil resentimentul și oroarea. Evenimentul a fost înregistrat în numeroase surse și chiar menționat în Biblie (2 Regi 19:37, Isaia 37:38), unde Arda-Mulissu este numit Adrameleh.
În ciuda succesului conspirației Arda-Mulissu nu a reușit să pună mâna pe tron. Asasinarea regelui a provocat resentimente chiar printre susținătorii săi, care au amânat încoronarea și între timp Asarhadon și-a adunat o oștire. Oastea lui Arda-Mulissu și Nabu-șar-usur a întâmpinat forțele lui Asarhadon la Hanigalbat. Acolo cea mai mare parte a oștenilor a dezertat și i s-a alăturat lui Asarhadon, care a înaintat spre Ninive fără să mai întâmpine rezistență, devenind noul rege. În scurt timp după urcarea sa pe tron Asarhadon i-a executat pe toți complotiștii și dușmanii săi politici la care a putut ajunge, inclusiv familiile fraților săi. Toți slujitorii responsabili pentru securitatea palatului regal din Ninive au fost executați. Arda-Mulissu și Nabu-șar-usur au supraviețuit acestei epurări, pentru că au fugit în exil în regatul nordic Urartu.